# Бабаджанян, Арно Арутюнович
Арно́ Арутю́нович Бабаджаня́н (арм. Առնո Հարությունի Բաբաջանյան; 22 января 1921[…], Эривань — 11 ноября 1983[…], Ереван или Москва) — армянский и советский композитор, пианист, педагог. Народный артист СССР (1971). Лауреат Сталинской премии третьей степени (1951).

## Биография

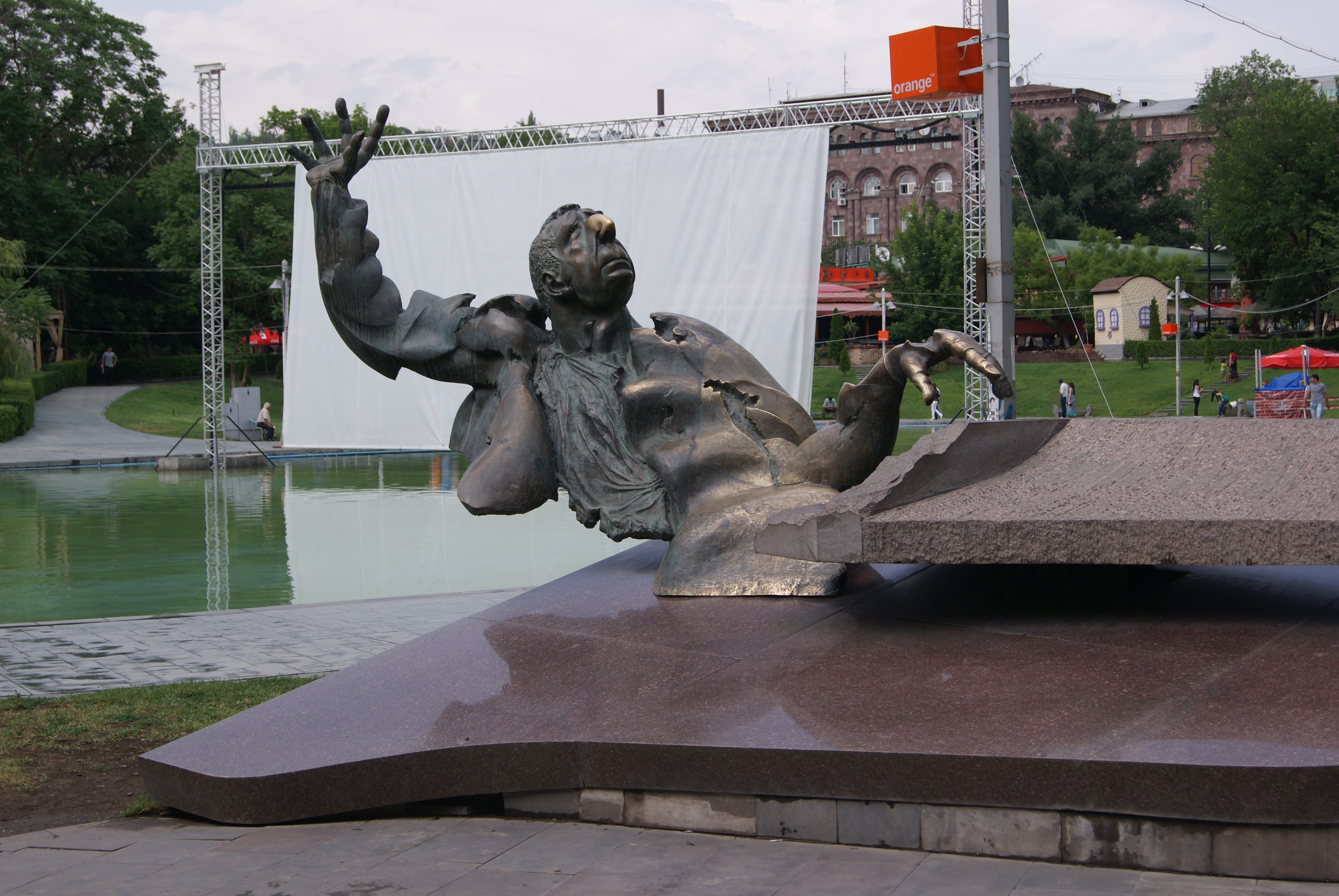
Памятник Арно Бабаджаняну в Ереване

Арно Бабаджанян родился в Ереване в семье преподавателей 21 января 1921 года (по паспорту — 22 января; отец Арно изменил дату рождения в метрике после смерти В. И. Ленина в 1924 году, в связи с тем, что этот день, 21 января, стал ежегодным днём траура).
Его отец, Арутюн Яковлевич (Акопович) (1890—1963), будучи учителем математики, играл на множестве армянских народных инструментов. Мать композитора — Арцвик Иосифовна (Овсеповна) Арутюнян (1894—1975), учительница русского языка в школе им. А. М. Горького.
С раннего детства Арно проявил музыкальные способности. В 3 года начал играть на старой домашней фисгармонии. В 1926 году его талант был замечен А. И. Хачатуряном.
В 1928 году поступил в среднюю общеобразовательную школу им. Горького и одновременно был принят в группу одарённых детей при Ереванской консерватории. Уже в девять лет написал «Пионерский марш» (издан в 1932). В двенадцать лет получил свой первый приз на конкурсе молодых музыкантов, где исполнил Четвёртую сонату Л. ван Бетховена и «Рондо капричиоззо» Ф. Мендельсона. После окончания музыкальной школы при Ереванской консерватории в 1935 году поступил в консерваторию на факультеты фортепиано и композиции (класс С. В. Бархударяна и В. Г. Тальяна).
В 1938 году переехал в Москву и поступил сразу на последний курс Музыкального училища имени Гнесиных, окончив его по классу фортепиано у Е. Ф. Гнесиной и классу композиции у В. Я. Шебалина. После окончания училища поступил в Московскую консерваторию имени П. И. Чайковского (класс специального фортепиано Б. М. Берлина).
В начале Великой Отечественной войны был мобилизован на оборонительные работы под Смоленском. В конце 1941 года эвакуировался с Московской Консерваторией в Саратов.
С 1942 году учился в Ереванской консерватории по фортепианному классу у К. Н. Игумнова и по композиции у В. Г. Тальяна, пройдя полный курс Ереванской консерватории без сдачи гос. экзаменов, переехал в Москву, был восстановлен в Московской Консерватории на предпоследний курс фортепианного факультета.
С 1943 года — член Союза композиторов СССР.
В 1946 году вместе в группой молодых композиторов был направлен в Москву на усовершенствование. В 1946—1948 годах совершенствовался в Доме культуры Армянской ССР в Москве. В 1947 году экстерном окончил композиторский факультет Ереванской консерватории (класс композиции В. Г. Тальяна), а в 1948 году — Московскую консерваторию (класс фортепиано К. Н. Игумнова).
В своих творческих устремлениях перекликался с А. Г. Арутюняном, Э. М. Мирзояном, Л. М. Сарьяном. Один из членов «Армянской могучей кучки».
В 1950—1956 годах преподавал фортепиано в Ереванской консерватории. В 1956 году был удостоен звания доцента.
С 1956 года жил и работал в Москве. В том же году вступил в КПСС.
Композитор обрёл огромную популярность как песенник, успешно сотрудничал с поэтом Р. Рождественским и певцом М. Магомаевым (песни «Голубая тайга», «Улыбнись», «В нежданный час», «Встреча», «Воспоминание», «Позови меня», «Загадай желание», «Благодарю тебя», «Свадьба»). Феноменальный успех выпал и на долю песен, написанных в соавторстве с А. Гороховым («Королева красоты», «Будь со мной»), Е. Евтушенко («Не спеши», «Чёртово колесо», «Твои следы»), А. Вознесенским («Год любви», «Москва-река», «Верни мне музыку»), Л. Дербенёвым («Лучший город земли»). «Песня первой любви» и «Ереван» воспринимаются как гимн родному городу. Широчайшее признание имеет «Ноктюрн».
Многое сделано композитором и в области инструментального джаза, музыкально-театральных жанров. Им написаны мюзиклы «Дядя Багдасар», «Невеста с Севера», «В горах моё сердце» и другие. Репертуарными стали его отмеченная рельефной образностью, экспрессивная, ярко национальная «Героическая баллада» для фортепиано с оркестром, Фортепианное трио, Соната для скрипки и фортепиано, фортепианная сюита «Шесть картин», в которых новаторски соединены фольклорные элементы с серийностью, а также другие пьесы для рояля. «Поэма» была включена в программу третьего Международного конкурса им. П. И. Чайковского (1966) в качестве обязательного произведения во втором туре.
Всемирную популярность приобрели его броские и виртуозные сочинения для двух роялей, созданные в соавторстве с А. Г. Арутюняном («Армянская рапсодия», «Праздничная» — с ударными инструментами). Во многом развивал творческий опыт С. В. Рахманинова, А. И. Хачатуряна. В последний период жизни стремился к большему рационализму в творчестве.
Среди исполнителей его академической музыки: М. Л. Ростропович, Э. Г. Гилельс, Д. Ф. Ойстрах, Л. Н. Власенко, С. О. Навасардян, Ж. Тер-Меркерян, Д. А. Ханджян, Riga piano duo, Firenze piano duo.
Нередко в качестве пианиста выступал на сценах различных городов с блистательным исполнением своих сочинений. Эти «прочтения» записаны на плёнки, изданы на аудиодисках.
Жил в Москве на улице Огарёва, 13, в доме, который в народе называли «Домом ста роялей», и где разместился «Московский дом композиторов».
Арно Бабаджанян умер 11 ноября 1983 года от осложнений, вызванных лейкемией. Похоронен в Ереване на городском кладбище (Тохмах).

### Семья
- Жена — Тереза Сократовна Бабаджанян (ур. Оганесян, 1924—1990), пианистка, органистка.
- Сын — Ара Арноевич Бабаджанян[арм.] (род. 11 декабря 1951[8]), актёр, эстрадный певец, общественный деятель. В 1990 г. создал Фонд памяти Арно Бабаджаняна.

## Награды и звания
- 5-я премия на Всемирном фестивале молодёжи и студентов в Праге (1947) — за три фортепьянные пьесы «Прелюдия», «Вагаршапатский танец» и «Токатта»
- Заслуженный деятель искусств Армянской ССР (7.07.1956)[9]
- Народный артист Армянской ССР (1962)
- Народный артист СССР (1971)
- Сталинская премия третьей степени (1951) — за «Героическую балладу» для фортепиано с оркестром (1950)
- Государственная премия Армянской ССР (1967)
- Государственная премия Армянской ССР (1983 — посмертно)
- Орден Ленина (22.01.1981)
- Орден Трудового Красного Знамени (27.06.1956)
- Первый приз на Всемирном конкурсе песни в Токио (1974) — за песню «Чёртово колесо»[10].

## Список основных сочинений

### Фортепианные сочинения

#### для фортепиано соло
- Прелюдия (1943?, посвящена Терезе Оганесян)
- Вагаршапатский танец (1943)
- Экспромт (1944)
- Полифоническая соната (1946, вторая редакция 1956)
- Каприччио (1952)
- Шесть картин (1963-64)
- Поэма (1965)
- Размышление (1969?)
- Мелодия и Юмореска (1970, посвящены Ара Бабаджаняну)
- Элегия памяти А. Хачатуряна (1978)

#### для двух фортепиано
- Танец (1942)
- Армянская рапсодия (1950, соавтор — А. Арутюнян)
- Праздничная (1960, для двух фортепиано с ударными инструментами; соавтор — А. Арутюнян)

### Сочинения для соло инструмента с сопровождением фортепиано
- Скрипичная соната (1958, посвящена Д. Шостаковичу)
- Ария и танец для виолончели (1961, посвящены Ара Бабаджаняну)

### Камерные сочинения
- Струнный квартет № 1 (1942-43)
- Струнный квартет № 2 (1948)
- Трио для скрипки, виолончели и фортепиано (1952)
- Струнный квартет № 3 памяти Д. Шостаковича (1976)

### Оркестровыесочинения
- Поэма-рапсодия (1954, перередактирована в 1960 и 1980)
- Марш советской милиции (1977)

#### Концерты
- Фортепианный концерт (1944)
- Скрипичный концерт (1948)
- «Героическая баллада» для фортепиано с оркестром (1950)
- Виолончельный концерт (1962, посвящен М. Ростроповичу)

#### Балетные сочинения
- «Парвана» (1954—1956; незавершена; возможно, утеряна)
- «Па-де-де» (начало 1960-х годов)
- «Звёздная симфония» (1961)
- «Зонтики» (1961)
- «Сенсация» (1961)

#### Пьесы для эстрадного оркестра
- Армянское липси
- Ритмический танец
- «На отдыхе в Карловых Варах»
- «Приезжайте в Ереван»
- «Праздничный Ереван» (из музыки к кинофильму «Приехали на конкурс повара», 1977)
- «Ноктюрн» (концертная пьеса для фортепиано с оркестром) (1980)
- «Грёзы» (концертная пьеса для фортепиано с оркестром) (1982)

### Вокальные сочинения
(Общее число сохранившихся песен и других вокальных сочинений достигает двух сотен. В настоящем списке приводятся названия более известных песен.)

#### Хоры и другие сочинения камерных и крупных форм
- Ода Сталину (1944, соавтор — А. Арутюнян, слова Сармена).
- Марш сторонников мира (1952, слова А. Граши)
- Старинное армянское песнопение (1971)
- Торжественная песня (1978, слова Р. Рождественского)
- Ария-вокализ (1979, посвящена Л. Закарян)
- Ода Армении (1980, слова А. Саакяна)

#### Гражданские песни
- Будем тебе всегда верны (соавтор — Б. Александров, слова Л. Ошанина и В. Солоухина)
- Верны мы делу Ленина (слова А. Дементьева)
- Дружбы знамёна — выше (слова Дм. Седых)
- Комсомольская молодость (слова Б. Брянского)
- Комсомольская прощальная (соавтор — К. Молчанов, слова В. Урина)
- Молодёжный марш (слова Сармена)
- Навстречу солнцу коммунизма (слова Л. Валентиновой)
- Наш непростой советский человек (слова Е. Евтушенко)
- Наша весна (слова А. Граши)
- Песня о конституции (слова П. Градова)
- Последний солдат (слова В. Курасова)
- Ребята, которых нет (слова Р. Рождественского)
- Себя стране отдам (слова Р. Рождественского)
- С Лениным в сердце (слова Г. Регистана)
- Сказочный взлет (слова А. Жарова)
- Слушай нас, всей земли молодёжь (слова Я. Белинского)
- Цвети, любимая отчизна (соавтор — Б. Александров, слова С. Михалкова)
- Я помню зиму 41-го (слова А. Бабина)

#### Эстрадные песни
| Название                         | Автор слов                              | Исполнители | Примечание                                                                                   |
| -------------------------------- | --------------------------------------- | --- | -------------------------------------------------------------------------------------------- |
| А любовь жива                    | Монастырёв Анатолий, Писаржевская Ольга | ВИА «Оризонт» (1979) | Лауреат фестиваля «Песня-79»                                                                 |
| А любовь одна                    | Дербенёв Леонид                         | Лариса Мондрус (1969) |                                                                                              |
| Благодарю тебя                   | Рождественский Роберт                   | Муслим Магомаев (1971); Раиса Мкртчян (1972); Боян Кодрич (1980)                                                                                                 | Лауреат фестивалей «Песня-72», «Песня-73», «Песня-76»                                        |
| Будь со мной                     | Горохов Анатолий                        | |                                                                                              |
| В нежданный час                  | Рождественский Роберт                   | Муслим Магомаев (1971) |                                                                                              |
| Верни мне музыку                 | Вознесенский Андрей                     | София Ротару (1975); Муслим Магомаев (1975); Раиса Мкртчян (1975); Ренат Ибрагимов (1977); ВИА «Калинка» (1977); Карел Готт и ВК «Улыбка» (1977) Филипп Киркоров | Лауреат фестиваля «Песня-76»                                                                 |
| Вечерняя песня                   | Грибачёв Николай                        | Ольга Воронец (1971) |                                                                                              |
| Волшебные корабли                | Вердян Андрей                           | Мария Лукач (1970) |                                                                                              |
| Воскресенье                      | Льясов Сергей                           | Жан Татлян (1965) |                                                                                              |
| Воспоминание                     | Рождественский Роберт                   | Эдита Пьеха (1967); Жан Татлян (1967) |                                                                                              |
| Всё равно мы встретимся          | Пляцковский Михаил                      | Вадим Мулерман (1966) |                                                                                              |
| Встреча                          | Рождественский Роберт                   | Виктор Беседин (1969); Арсен Дедич (1973); Муслим Магомаев (1973); Аскер Махмудов (1976); Маргарита Суворова (1976); Ара Бабаджанян (1980)                       |                                                                                              |
| Говорят                          | Регистан Гарольд                        | Нина Пантелеева (1958) |                                                                                              |
| Год любви                        | Вознесенский Андрей                     | Геннадий Бойка (1975); Лев Барашков (1976); ВИА «Ориони», солистка Мака Чхеидзе (1977); Ара Бабаджанян                                                           |                                                                                              |
| Голубая тайга                    | Регистан Гарольд                        | Юрий Гуляев (1963) |                                                                                              |
| Город мира и весны               | Дементьев Андрей                        | Ара Бабаджанян (1977) |                                                                                              |
| Гордость                         | Добронравов Николай                     | Муслим Магомаев (1971) |                                                                                              |
| Грусть и радость моя             | Регистан Гарольд                        | | Из кинофильма «Песня первой любви» (1958; реж. Юрий Ерзинкян, Лаэрт Вагаршян)                |
| Детства последний звонок         | Пляцковский Михаил                      | ВИА «Пламя» (1979); Эдита Пьеха (1980) Иосиф Кобзон (1980) | Лауреат фестиваля «Песня-80»                                                                 |
| Загадай желание                  | Рождественский Роберт                   | Муслим Магомаев (1966); Ежи Поломский (1966) |                                                                                              |
| Зимняя любовь                    | Рождественский Роберт                   | Муслим Магомаев (1973); Иосиф Кобзон (1974); Юрий Гуляев (1974)                                                                                                  | Лауреат фестиваля «Песня-74»                                                                 |
| Золотое танго                    | Пляцковский Михаил                      | Ара Бабаджанян (1977) | Армянский вариант песни: «Չքնաղ երազ» («Чудесный сон», на слова А. Саакяна)                  |
| Колыбельная                      | Граши Ашот Горохов Анатолий (перевод)   | Анна Герман (1980) |                                                                                              |
| Королева красоты                 | Горохов Анатолий                        | Муслим Магомаев (1966); Эмиль Горовец (1966) |                                                                                              |
| Кострома                         | Жаров Александр                         | Иван Суржиков (1963) |                                                                                              |
| Лучший город земли               | Дербенёв Леонид                         | Муслим Магомаев (1964); Жан Татлян (1965) |                                                                                              |
| Люблю тебя                       | Горохов Анатолий                        | Анна Герман (1980); Лариса Долина Тамара Гвердцители Ольга Зарубина                                                                                              | На эту же музыку написана песня «Раскаяние» (стихи Ашота Граши в переводе Музы Павловой)     |
| Любовь можно потерять            | Вознесенский Андрей                     | Ара Бабаджанян (1975) | Из телефильма «Невеста с севера» (1975, реж. Нерсес Оганесян)                                |
| Мечта                            | Дербенёв Леонид                         | Бедрос Киркоров (1973) |                                                                                              |
| Мой Ереван                       | Адамян Нора                             | | Из кинофильма «Песня первой любви» (1958, реж. Юрий Ерзинкян, Лаэрт Вагаршян)                |
| Море зовёт                       | Регистан Гарольд                        | Жан Татлян (1965); Гюлли Чохели (1965) |                                                                                              |
| Мосты                            | Орлов Виктор                            | Владимир Трошин Алла Пугачёва (2000) |                                                                                              |
| Моя вселенная                    | Рождественский Роберт                   | Геннадий Бойка (1976) |                                                                                              |
| Над синей водой                  | Рождественский Роберт                   | Ара Бабаджанян и Надежда Чепрага (1979) Раиса Мкртчян (1980) Ара Бабаджанян и Роза Рымбаева (1980)                                                               |                                                                                              |
| Наш непростой, советский человек | Евтушенко Евгений                       | Георг Отс (1965) |                                                                                              |
| Не пойму, какого цвета           | Ошанин Лев                              | Ара Бабаджанян (1976) |                                                                                              |
| Не спеши                         | Евтушенко Евгений                       | Муслим Магомаев (1964); Майя Кристалинская (1965); Анна Герман (1965); Янис Крузитис (1967); Московский камерный хор и ВК «Улыбка» (1974)                        |                                                                                              |
| Ноктюрн                          | Рождественский Роберт                   | Муслим Магомаев, Иосиф Кобзон, ВИА «Оризонт» Gorgeouzbeats | Лауреат фестиваля «Песня-84»                                                                 |
| Ночная серенада                  | Регистан Гарольд                        | | Из кинофильма «Песня первой любви» (1958, реж. Юрий Ерзинкян, Лаэрт Вагаршян)                |
| Озарение                         | Рождественский Роберт                   | Роза Рымбаева (1977) | Лауреат фестиваля «Песня-78»                                                                 |
| Память                           | Орлов Виктор                            | Жан Татлян (1967) |                                                                                              |
| Память                           | Рождественский Роберт                   | Виктор Беседин (1969) |                                                                                              |
| Парижский снег                   | Вознесенский Андрей                     | Ара Бабаджанян (1976) | Из телефильма «Невеста с севера» (1975, реж. Нерсес Оганесян)                                |
| Песенка о капели                 | Рождественский Роберт                   | Жан Татлян (1965) |                                                                                              |
| Песня девушки                    | Юшин Иван                               | Людмила Зыкина (1975) |                                                                                              |
| Песня друзей                     | Танич Михаил                            | Анатолий Королёв (1968) |                                                                                              |
| Песня Мейбл                      | Сикорская Татьяна                       | Капиталина Лазаренко (1955) | Из кинофильма «Тропою грома» (1956; реж. Эразм Карамян, Степан Кеворков, Григорий Баласанян) |
| Песня Наташи                     | Адамян Нора                             | Капиталина Лазаренко (1955) | Из кинофильма «В поисках адресата»                                                           |
| Песня первой любви               | Регистан Гарольд                        | Рашид Бейбутов (1956) Сергей Давидян | Из кинофильма «Песня первой любви» (1958, реж. Юрий Ерзинкян, Лаэрт Вагаршян)                |
| Песня солдатская моя             | Пляцковский Михаил                      | |                                                                                              |
| Письмо                           | Рождественский Роберт                   | Иосиф Кобзон (1969); Лили Иванова (1968) |                                                                                              |
| По ночной Москве                 | Регистан Гарольд                        | Владимир Трошин (1961) |                                                                                              |
| Позови меня                      | Рождественский Роберт                   | Муслим Магомаев (1967) |                                                                                              |
| Пока я помню, я живу             | Рождественский Роберт                   | Муслим Магомаев (1974); Иосиф Кобзон (1974); Юрий Гуляев (1974); Виктор Вуячич (1975)                                                                            | Лауреат фестиваля «Песня-74»                                                                 |
| Помню Болгарию                   | Жаров Александр                         | Муслим Магомаев (1963) |                                                                                              |
| Приезжай на Самотлор             | Рождественский Роберт                   | Лев Лещенко (1973) |                                                                                              |
| Приснилось мне                   | Рождественский Роберт                   | Вадим Мулерман (1969); Веслава Дроецка (1970) |                                                                                              |
| Прости, я сам виноват            | Регистан Гарольд                        | Аскольд Беседин (1958) |                                                                                              |
| Пушинка белая                    | Вознесенский Андрей                     | Валентина Толкунова (1975) | Из телефильма «Невеста с севера» (1975, реж. Нерсес Оганесян)                                |
| Раскаяние                        | Граши Ашот, Павлова Муза (перевод)      | София Ротару (1983) Тамара Гвердцители (1986) | На эту же музыку написана песня «Люблю тебя» (стихи Андрея Дементьева)                       |
| Ребята, которых нет              | Рождественский Роберт                   | Муслим Магомаев |                                                                                              |
| Родина моя                       | Граши Ашот                              | Бедрос Киркоров (1971) Ара Бабаджанян (1975) |                                                                                              |
| С тобой                          | Цейтлин Юрий                            | Николай Щукин (1956) |                                                                                              |
| Свадьба                          | Рождественский Роберт                   | Муслим Магомаев (1971) | Лауреат фестивалей «Песня-71», «Песня-87»                                                    |
| Сердце на снегу                  | Дмоховский Александр                    | Муслим Магомаев (1969); Лев Барашков (1969) |                                                                                              |
| Солнцем опьянённый               | Горохов Анатолий                        | Муслим Магомаев |                                                                                              |
| Страна влюблённых                | Дербенёв Леонид                         | Жан Татлян (1967) |                                                                                              |
| Судьба                           | Рождественский Роберт                   | Вадим Мулерман (1970); Бедрос Киркоров (1971) |                                                                                              |
| Счастье пришло                   | Регистан Гарольд                        | Рашид Бейбутов (1956) |                                                                                              |
| Такая нам судьба дана            | Рождественский Роберт                   | Муслим Магомаев (1977); Александр Чепурной(1977) | Лауреат фестиваля «Песня-77»                                                                 |
| Твои следы                       | Евтушенко Евгений                       | София Ротару (1975); Людмила Зыкина (1975); Эдуард Хиль (1975); Ара Бабаджанян (1975); Муслим Магомаев (1975)                                                    | Лауреат фестиваля «Песня-75»                                                                 |
| Только любовь права              | Гребенников Сергей, Добронравов Николай | Майя Кристалинская (1968); Лариса Мондрус (1970); Ара Арсенян (1971)                                                                                             |                                                                                              |
| Ты приснишься мне                | Дербенёв Леонид                         | Муслим Магомаев (1967); Виктор Беседин (1969) |                                                                                              |
| Ты, море и я                     | Рождественский Роберт                   | Ирина Подошьян (1970); Виктор Вуячич (1971); М. Рафаэль (1973)                                                                                                   |                                                                                              |
| Увидел тебя, полюбил             | Саакян Арамаис                          | Раиса Мкртчян (1973) |                                                                                              |
| Улыбнись                         | Вердян Андрей                           | Муслим Магомаев (1965) |                                                                                              |
| Хозяйка города                   | Цейтлин Юрий                            | ВК «Аккорд» (1963) |                                                                                              |
| Целый мир на двоих               | Горохов Анатолий                        | |                                                                                              |
| Чёртово колесо                   | Евтушенко Евгений                       | Муслим Магомаев (1969); Веслава Дроецка (1969) Лиляна Петрович                                                                                                   |                                                                                              |
| Я жду тебя                       | Дементьев Андрей                        | Ара Бабаджанян (1977) |                                                                                              |
| Я жду тебя                       | Павлова Муза                            | Николай Щукин (1971) |                                                                                              |
| Winterwaldchen                   | ?                                       | Лариса Мондрус | Песня «Чёртово колесо» в переводе на немецкий язык                                           |
| Serce na śniegu                  | Урбанович Ядвига                        | Веслава Дроецка (1970) | Песня «Сердце на снегу» в переводе на польский язык                                          |
| Zwodzony most)                   | Биануш Анджей                           | Ирена Сантор (1965) | Песня «Разведённые мосты» в переводе на польский язык                                        |
| Չքնաղ երազ (Чудесный сон)        | Саакян Арамаис                          | | Русский вариант песни: «Золотое танго» (на стихи Михаила Пляцковского)                       |

- Грусть и радость моя (из кинофильма «Песня первой любви»; русский текст Г. Регистана)
- Золотое танго (слова М. Пляцковского). Известен также армянский вариант «Չքնաղ երազ» (Чудесный сон) на слова А. Саакяна.
- Любовь можно потерять (из кинофильма «Невеста с севера»; слова А. Вознесенского)
- Мой Ереван (из кинофильма «Песня первой любви»; русский текст Н. Адамян)
- Ночная серенада (из кинофильма «Песня первой любви»; русский текст Г. Регистана)
- Парижский снег (для кинофильма «Невеста с севера»; слова А. Вознесенского)
- Песня первой любви (из кинофильма «Песня первой любви»; русский текст Г. Регистана)
- Пушинка белая (из кинофильма «Невеста с севера»; слова А. Вознесенского)

### Переложения других музыкальных сочинений
- У родника (1953, автор — Юн Сун Тин)
- Коимбра — город студентов (1956, автор — Рамон Сарсосо, русский текст Е. Аграновича)
- Пойми, мой друг (1958, автор — Александр Аджемян, слова Б. Брянского)
- Оржам («Когда взойдешь на святой альтарь…», автор оригинальной обработки — Макар Екмалян)
- Арабские народные песни «Лела-лена» и «Сальим-сальим»

## Дискография

### Грампластинки
- 1953 — «Трио фа диез минор» («Апрелевский завод», Д—1372-3)[12]
- 1956 — «Песни и танцы Арно Бабаджаняна» («Апрелевский завод», Д—003314-15)[13]
- 1965 — «А. Бабаджанян (р. 1921)» («Мелодия», Д—15601-2)[14]
- 1965 — «Песни А. Бабаджаняна» («Мелодия», Д—00016745-6)[15]
- 1966 — «Море зовёт» («Мелодия», 33ДИ16980/1-2)[16]
- 1966 — «Муслим Магомаев. Песни Арно Бабаджаняна» («Мелодия», 33Д—00017241-2)[17]
- 1967 — «Песни Арно Бабаджаняна» («Мелодия», 33Д—20541-2)[18]
- 1968 — «Песни Арно Бабаджаняна» («Мелодия», ГД—0001059-60)[19]
- 1973 — «Арно Бабаджанян — Песни» («Мелодия», 33Д—034007-8)[20]
- 1974 — «Арно Бабаджанян (р. 1921)» («Мелодия», М10—36363-4)[21]
- 1981 — «Арно Бабаджанян. Песни» («Мелодия», С60—15365-66)[22]
- 1986 — «Арно Бабаджанян — пианист» («Мелодия», М10—46995 007)[23]

### Компакт-диски
- 1995 — «Composer And Pianist» («RSD», RSD 16251)
- 1997 — «Arno Babajanian» («Parseghian Records», CD 11-177)
- 2006 — «Посвящение Арно Бабаджаняну» («Международный Фонд Памяти Арно Бабаджаняна»)
- 2006 — «Песни Арно Бабаджаняна. Золотая коллекция Ретро» («Бомба Мьюзик», Bomb 033—250/ 251)[24]
- 2007 — «Избранное. Лучшее» («Бомба Мьюзик», BoMB 033—343 MP3)
- 2008 — «Не спеши» («Мелодия», MEL CD 60 00693)[25]
- 2015 — «Пока я помню, я живу» («Мелодия», MEL CD 60 02429)[26]

### Цифровое издание
- 2021 — «Песни, песни, песни» («Мелодия», MEL CO 0675)[27]

## Фильмография

### Композитор
- 1949 — Им нужен мир
- 1955 — В поисках адресата
- 1956 — Тропою грома
- 1957 — Лично известен
- 1958 — Жених с того света (короткометражный)
- 1958 — Песня первой любви (совм. с Л. М. Сарьяном)
- 1975 — В горах мое сердце
- 1975 — Невеста с севера
- 1975 — Песня всегда с нами (совм. с В. М. Ивасюком, Е. Г. Мартыновым)
- 1976 — Багдасар разводится с женой (совм. с Ю. А. Арутюняном, М. Мависакаляном)
- 1977 — Приехали на конкурс повара
- 1980 — Полёт начинается с земли
- 1981 — Баллада о песне — песни «Благодарю тебя», «Свадьба»
- 1982 — Механика счастья

### Роли в кино
- 1954 — Концерт мастеров искусства Армении — исполняет отрывок из своего Трио вместе с А. Габриэляном и С. Асламазяном.
- 1965 — В первый час — гость «Голубого огонька»
- 1969 — Мосты через забвение — пассажир в самолёте
- 1978 — Женщина, которая поёт — член жюри

### Архивные кадры
- 1967 — Арно Бабаджанян — твой современник
- 1971 — Поёт Муслим Магомаев
- 1983 — Эдвард Мирзоян: Перпетуум мобиле, или альбом для внучки
- 1984 — Верни мне музыку
- 1999 — Арно Бабаджанян: Помню, люблю… (документальный)
- 2005 — Как уходили кумиры: Арно Бабаджанян (документальный)
- 2006 — Чертово колесо Арно Бабаджаняна (документальный)
- 2007 — Арно Бабаджанян: человек, победивший смерть (документальный)
- 2010 — Мост поколений: Арно Бабаджанян (документальный)
- 2011 — Наш Арно (документальный)
- 2012 — Арно (документальный)

## Память

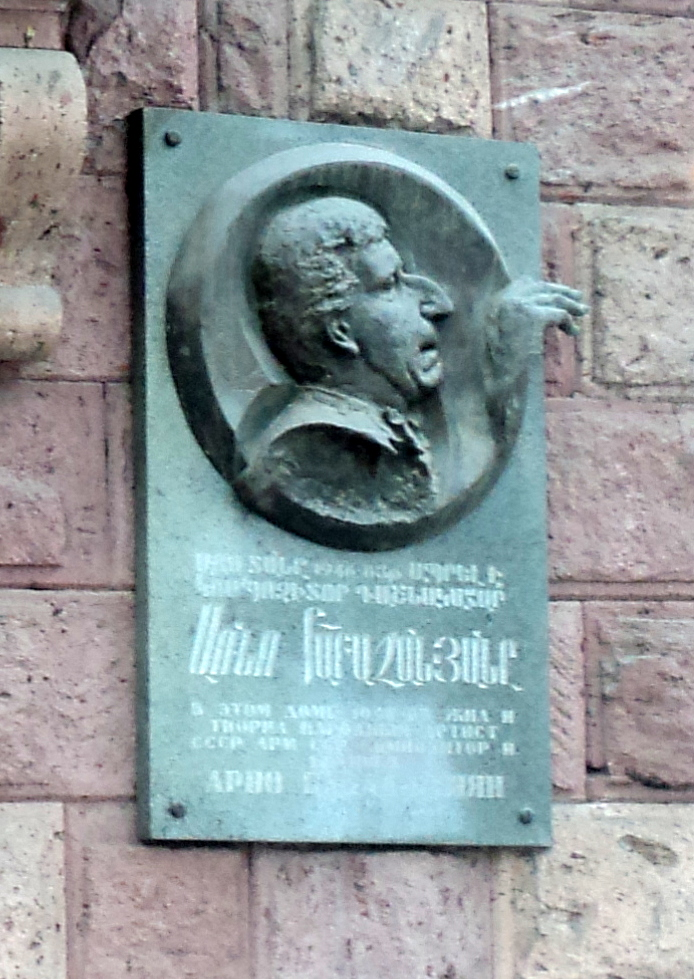
Мемориальная доска композитору в Ереване

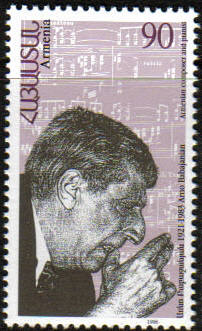
А. Бабаджанян на почтовой марке Армении (1997)

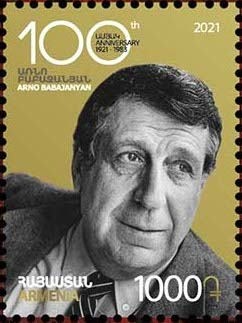
100 лет со дня рождения Арно Бабаджаняна, Почта Армении, 2021

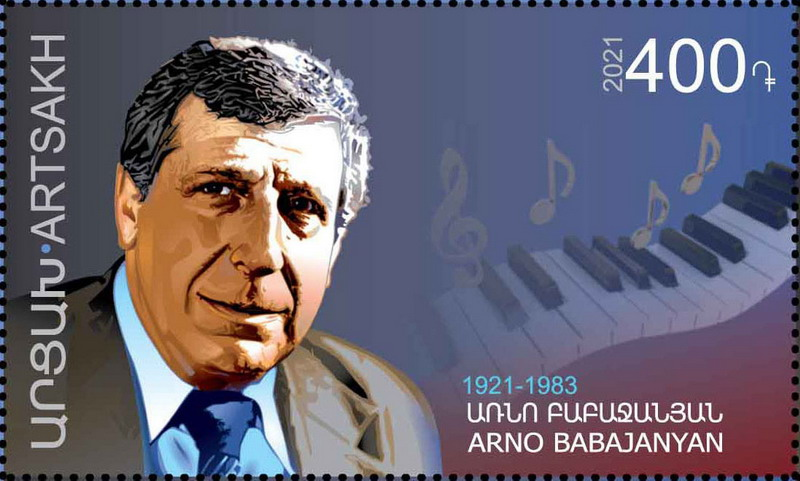
100 лет со дня рождения Арно Бабаджаняна, Почта Арцаха, 2021

- В Ереване в честь композитора названа улица.
- В центре Еревана 4 июля 2003 года установлен выполненный в остросовременном стиле памятник А. Бабаджаняну работы скульптора Д. Беджаняна.
- В честь композитора действует «Фонд памяти Арно Бабаджаняна», которым руководят его сын Ара Бабаджанян (президент фонда), и поэт, журналист, певец Владимир Попков (генеральный продюсер). Фонд поддерживает молодые таланты, организует не только вечера, но и ежегодные Фестивали музыки Арно Бабаджаняна. В 2011 году в ереванском Доме-музее А. Хачатуряна проведён Международный конкурс молодых пианистов им. А. Бабаджаняна.
- Имя композитора присвоено одному из музыкальных училищ Еревана и залу, который назывался Малым залом Армянской филармонии.
- В Москве, на доме, где жил композитор, установлена мемориальная доска.
- В Ереване, на доме 43 по проспекту Месропа Маштоца, где жил композитор, установлена мемориальная доска.
- В честь Арно Бабаджаняна назван самолёт Аэрофлота Boeing-777-300ER (бортовой номер RA-73147).
- В честь композитора назван астероид (9017) Бабаджанян
- С 2017 года имя Арно Бабаджаняна носит военно-музыкальный фестиваль России и Армении «Главное отчизне служить»[28].
- 9 августа 2020 года в порту Владивостока имя Арно Бабаджаняна было присвоено танкеру водоизмещением 14,5 тысяч тонн[29]
- В 2021 году имя Арно Бабаджаняна присвоено краснодарской детской школе искусств № 11[30].
- 27 января 2024 года на сцене концертного зала «Жастар» в  Астане прошёл вечер памяти Арно Бабаджаняна «Благодарю тебя…».